# Prot (imię)
Prot – imię męskie pochodzenia greckiego. Powstało poprzez użycie w charakterze imienia greckiego liczebnika prōtos, „pierwszy” lub skrócenie takich dwuczłonowych imion greckich, jak Protagoras, Protarchos, Protonikos, Protogenes. Znaczeniowo odpowiada mu łacińskie imię Primus. 
Imię to nosił rzeźbiarz Protos z Rodos z II w. p.n.e.
Prot imieniny obchodzi: 11 września, 25 października i 11 listopada.

## Osoby noszące imię Prot
- św. Prot – męczennik chrześcijański wspominany razem ze św. Hiacyntym
- św. Prot – męczennik wspominany razem ze św. Januarym
- Adam Prot Asnyk – polski poeta i dramatopisarz
- Prot Adam Lelewel – oficer.